# Aphanicerca gnua
Aphanicerca gnua är en bäcksländeart som beskrevs av Mike D. Picker och Stevens 1999. Aphanicerca gnua ingår i släktet Aphanicerca och familjen Notonemouridae. Inga underarter finns listade i Catalogue of Life.